# Payment service provider
Un payment service provider (PSP) offre servizi online ad enti, negozi e commercianti per accettare pagamenti elettronici con una varietà di metodi di pagamento.

## Strumenti utilizzati
Gli strumenti utilizzati carta di credito, pagamenti basati su banca come addebito diretto, trasferimento bancario e trasferimento bancario in tempo reale basato sul modello di Banca online. In genere, usano un modello software as a service e formano un singolo gateway di pagamento per i loro clienti per gestire diversi metodi di pagamento.

## Modalità di operazione
In genere, un PSP può connettersi a più banche, cards e sistemi di pagamento. In molti casi, il PSP gestirà completamente queste connessioni tecniche, i rapporti con la rete esterna e i conti bancari e pertanto si occuperà della procedura tecnica dei metodi di pagamento per i negozi online. Ciò rende il commerciante meno dipendente dagli istituti finanziari e libero dal compito di stabilire direttamente queste connessioni, specialmente quando opera a livello internazionale.
Negoziando contratti all'ingrosso per grandi numeri di transazioni (come supermercati, catene, ecc) possono spesso offrire tariffe più economiche.
Inoltre, un PSP a servizio completo può offrire servizi di gestione del rischio per pagamenti basati su carta e banca, corrispondenza dei pagamenti delle transazioni, rendicontazione, fondi rimessa e protezione dalle frodi oltre a funzionalità e servizi multi-valuta. Alcuni prestatori di servizi di pagamento forniscono servizi per elaborare altri metodi di prossima generazione (sistemi di pagamento) inclusi pagamenti in contanti, portafogli, carte prepagate o buoni e persino Sistemi di pagamento istantaneo.
Un PSP è quindi un termine molto più ampio di un gateway di pagamento, che è come il settore delle Carte di pagamento si riferisce a loro.
Le commissioni dei PSP vengono generalmente applicate in due modi: come percentuale di ciascuna transazione o come costo fisso per transazione.

## Nel mondo
Ci sono più di 900 fornitori di servizi di pagamento nel mondo. Oltre 300 offrono servizi per l'Europa e il Nord America. I più famosi sono:
- Apple Pay
- Google Pay
- Ingenico
- Paypal
- Samsung Pay
- Satispay
- Square, Inc.